# Serrat de la Rebollera (Rivert)
El Serrat de la Rebollera és un serrat de l'antic terme de Toralla i Serradell, actualment en el terme municipal de Conca de Dalt, en l'àmbit del poble de Rivert, al Pallars Jussà.
Està situat a ponent de Rivert, al nord del barranc del Balç i al sud del barranc de Palomera. S'inicia als Castells, des d'on ascebdeix cap al nord-oest, passa pel Turó de la Rebollera, de 1.226,3 m. alt., passa pel Pigal del Llamp i ateny l'Encreuament, on arriba al punt més alt.